# 国家森林都市
国家森林都市（こっかしんりんとし、中国語: 国家森林城市）は、都市生態システムをもって森林植生の主体とし、都市生態の建設によって都市と農村の一体化に向かう発展を実現して、様々な項目の建設指標が規定指標に到達し、また、林業主管部門の批准を経た都市に対して、授与される称号。
2004年に貴州省貴陽市が最初に指定され、次いで2005年に遼寧省瀋陽市
が指定された。
2018年に貴陽市で開催された生態文明貴陽国際フォーラム2018年において発表された「全国森林都市発展計画（2018—25年）」には、2025年を目途に、国家森林都市を300か所にまで増やすことなどが盛り込まれた。
2022年11月までに、中華人民共和国国家林業草原局は、中国大陸の領域内にある 219都市に「国家森林都市」の称号を授与した。
2024年1月には、北京市が規定指標の24項目全ての条件を満たし、新たに「国家森林都市」の称号を授与された。

## 都市リスト
個別の注記のないものは、参考文献節に挙げた典拠による。
北京市
- 平谷区 （2018年）
- 延慶区 （2019年）
- 石景山区（2022年）
- 門頭溝区（2022年）
- 通州区（2022年）
- 懐柔区（2022年）
- 密雲区（2022年）
- 北京市（2024年）[5]

河北省
- 張家口市 （2014年）[6]
- 石家荘市 （2015年）
- 承徳市 （2017年）
- 秦皇島市 （2018年）
- 唐山市 （2019年）
- 保定市 （2019年）
- 廊坊市 （2019年）
- 邢台市（2022年）
- 邯鄲市（2022年）

山西省
- 長治市 （2013年）
- 晋城市 （2013年）

内モンゴル自治区
- 包頭市 （2007年）
- フフホト市 （2010年）
- フルンボイル市 （2012年）
- 赤峰市 （2013年）
- オルドス市 （2015年）

遼寧省
- 瀋陽市 （2005年）
- 本渓市 （2010年）
- 大連市 （2011年）
- 鞍山市 （2012年）
- 撫順市 （2013年）
- 営口市 （2015年）
- 葫芦島市 （2015年）
- 遼陽市（2022年）

吉林省
- 琿春市 （2011年）
- 長春市 （2016年）
- 通化市 （2017年）
- 敦化市 （2019年）

黒竜江省
- 双鴨山市 （2016年）

江蘇省
- 無錫市 （2009年）
- 揚州市 （2011年）
- 徐州市 （2012年）
- 南京市 （2013年）
- 鎮江市 （2014年）
- 常州市 （2016年）
- 南通市 （2018年）
- 塩城市 （2019年）
- 連雲港市（2022年）

浙江省
- 臨安区 （2007年）
- 杭州市 （2009年）
- 寧波市 （2010年）
- 竜泉市 （2011年）
- 麗水市 （2012年）
- 衢州市 （2012年）
- 湖州市 （2013年）
- 温州市 （2014年）
- 紹興市 （2015年）
- 義烏市 （2015年）
- 金華市 （2016年）
- 台州市 （2016年）
- 舟山市 （2018年）
- 桐廬県 （2018年）
- 安吉県 （2018年）
- 江山市 （2018年）
- 東陽市 （2019年）
- 永康市 （2019年）

安徽省
- 池州市 （2013年）
- 合肥市 （2014年）
- 安慶市 （2014年）
- 黄山市 （2015年）
- 宣城市 （2015年）
- 六安市 （2016年）
- 銅陵市 （2017年）
- 蕪湖市 （2018年）
- 馬鞍山市 （2019年）
- 淮北市 （2019年）
- 宿州市 （2019年）
- 滁州市（2022年）

福建省
- 廈門市 （2013年）
- 漳州市 （2015年）
- 竜岩市 （2015年）
- 三明市 （2016年）
- 福州市 （2017年）
- 泉州市 （2017年）
- 莆田市 （2018年）
- 南平市 （2019年）
- 寧徳市 （2019年）
- 平潭総合実験区（中国語版） （2019年）

江西省
- 新余市 （2010年）
- 撫州市 （2014年）
- 吉安市 （2014年）
- 南昌市 （2015年）
- 宜春市 （2015年）
- 九江市 （2016年）
- 鷹潭市 （2016年）
- 上饒市 （2017年）
- 景徳鎮市 （2017年）
- 贛州市 （2017年）
- 萍郷市 （2018年）
- 武寧県 （2018年）
- 崇義県 （2018年）

山東省
- 威海市 （2009年）
- 臨沂市 （2013年）
- 淄博市 （2014年）
- 棗荘市 （2014年）
- 済南市 （2015年）
- 青島市 （2015年）
- 泰安市 （2015年）
- 濰坊市 （2016年）
- 煙台市 （2016年）
- 日照市 （2017年）
- 萊蕪市 （2017年）
- 済寧市 （2018年）
- 聊城市 （2018年）
- 滕州市 （2018年）
- 鄒城市 （2018年）
- 曲阜市 （2018年）
- 膠州市 （2019年）
- 浜州市（2022年）

河南省
- 許昌市 （2007年）
- 新郷市 （2008年）
- 漯河市 （2010年）
- 洛陽市 （2011年）
- 三門峡市 （2012年）
- 平頂山市 （2013年）
- 済源市 （2013年）
- 鄭州市 （2014年）
- 鶴壁市 （2014年）
- 焦作市 （2016年）
- 商丘市 （2016年）
- 濮陽市 （2018年）
- 駐馬店市 （2018年）
- 南陽市 （2018年）
- 安陽市 （2019年）
- 信陽市 （2019年）
- 開封市（2022年）

湖北省
- 武漢市 （2010年）
- 宜昌市 （2012年）
- 随州市 （2014年）
- 襄陽市 （2014年）
- 咸寧市 （2015年）
- 荊門市 （2015年）
- 十堰市 （2016年）
- 黄石市 （2018年）
- 宜都市 （2018年）
- 荊州市 （2019年）
- 恩施市 （2019年）

湖南省
- 長沙市 （2006年）
- 益陽市 （2011年）
- 株洲市 （2014年）
- 郴州市 （2014年）
- 永州市 （2015年）
- 常徳市 （2016年）
- 張家界市 （2017年）
- 湘西トゥチャ族ミャオ族自治州 （2018年）
- 湘潭市 （2018年）

広東省
- 広州市 （2008年）
- 恵州市 （2014年）
- 東莞市 （2015年）
- 珠海市 （2016年）
- 肇慶市 （2016年）
- 仏山市 （2017年）
- 江門市 （2017年）
- 深圳市 （2018年）
- 中山市 （2018年）
- 汕頭市 （2019年）
- 梅州市 （2019年）
- 韶関市（2022年）
- 陽江市（2022年）

広西チワン族自治区
- 梧州市 （2011年）
- 南寧市 （2011年）
- 柳州市 （2012年）
- 賀州市 （2013年）
- 玉林市 （2013年）
- 来賓市 （2016年）
- 崇左市 （2016年）
- 百色市 （2017年）
- 貴港市 （2018年）
- 防城港市 （2019年）

四川省
- 成都市 （2007年）
- 西昌市 （2010年）
- 瀘州市 （2011年）
- 広安市 （2013年）
- 広元市 （2013年）
- 徳陽市 （2014年）
- 綿陽市 （2016年）
- 攀枝花市 （2017年）
- 宜賓市 （2017年）
- 巴中市 （2017年）
- 眉山市 （2019年）
- 達州市（2022年）

重慶市
- 永川区 （2012年）
- 栄昌区 （2018年）
- 涪陵区（2022年）
- 北碚区（2022年）
- 大足区（2022年）
- 梁平区（2022年）

貴州省
- 貴陽市 （2004年）
- 遵義市 （2010年）
- 六盤水市（2022年）
- 銅仁市（2022年）
- 黔南プイ族ミャオ族自治州（2022年）

雲南省
- 昆明市 （2013年）
- 普洱市 （2015年）
- 臨滄市 （2017年）
- 曲靖市 （2019年）
- 景洪市 （2019年）

陕西省
- 宝鶏市 （2009年）
- 西安市 （2016年）
- 延安市 （2016年）
- 安康市 （2017年）
- 楡林市 （2019年）
- 漢中市 （2019年）
- 商洛市 （2019年）
- 咸陽市（2022年）

青海省
- 西寧市 （2015年）

寧夏回族自治区
- 石嘴山市 （2013年）

新疆ウイグル自治区
- アクス市 （2008年）
- 石河子市 （2011年）

甘肃省
- 平涼市（2022年）

チベット自治区
- ニンティ市（2022年）